# Memel
Die Memel, der Mittel- und Oberlauf auch Njemen, (litauisch Nẽmunas anhörenⓘ, belarussisch Нёман Njoman, russisch Не́ман Neman, polnisch Niemen) ist ein 937 km langer Strom, der von Belarus über Litauen in das Kurische Haff und die Ostsee fließt. In einem kurzen Abschnitt von ca. 15 km markiert die Memel die litauische Grenze zu Belarus, am Unterlauf die Grenze zur russischen Oblast Kaliningrad.

## Etymologie
Der Name „Memel“ leitet sich eventuell vom Nehrungskurischen ab: memelis, mimelis (stiller, langsamer, schweigender), litauisch mēms (stumm, sprachlos).
Der Name Memel war früher vor allem für den durch Preußisch Litauen fließenden Unterlauf des Flusses zwischen Smalininkai (Schmalleningken) bis zum Abzweig des Gilgestroms bei Tilsit gebräuchlich (64 km). Der Hauptstrom wurde von dort an als Ruß-Strom (35 km), ab der Ortschaft Ruß, wo dieser sich dann erneut in ein ausgeprägtes Mündungsdelta verzweigt, als Atmath (13 km) bezeichnet – heute ist hingegen für den gesamten Abschnitt die Bezeichnung Memel bzw. die litauische Entsprechung Nemunas gebräuchlich. Für den Flussabschnitt in Belarus und Litauen wurde auch im deutschen Sprachgebrauch eher die Bezeichnung Njemen oder Niemen gebraucht.
In antiken Schriften, so in der Geographike Hyphegesis des Claudius Ptolemäus, wird ein Fluss namens Rhubon (auch Rhudon; gr.: Ῥούβωνος ἐκβ) erwähnt, der in der Geschichtsforschung gelegentlich mit der Memel, von anderen Autoren allerdings auch mit der Düna gleichgesetzt wird.
Ein ähnlich benannter Fluss (Mēmele, beziehungsweise Nemunėlis in Litauen) entspringt in Nordlitauen und fließt durch Lettland in Richtung Rigaer Bucht. Eventuell gehört der Flussname zur Sprachfamilien übergreifenden sogenannten alteuropäischen Hydronymie; eine Namensparallele wäre dann auch der kleine linke Nebenfluss des Mains Mümling im Odenwald, dessen römisch-lateinischer Erstbeleg Nemaninga lautet.
Der Fluss war in antiker Zeit Teil des Handelswegs Bernsteinstraße von der Ostsee zum Mittelmeer.
In Litauischen wird die Memel (bzw. der Nemunas) auch als „Vater der Litauischen Flüsse“ bezeichnet, was neben der Mächtigkeit des Stroms u. a. auch darin begründet ist, dass sich fast das gesamte Staatsgebiet (abgesehen von einem Landstreifen an der nördlichen Grenze sowie im äußersten Nordwesten) im Memel-Becken befindet, somit über die Memel bzw. deren Zuflüsse entwässert wird – was mithin bedeutet, dass nahezu jedes litauische Fließgewässer letztlich in den Nemunas mündet.

## Verlauf
Die Memel entspringt in Belarus auf dem Belarussischen Höhenrücken etwas südwestlich von Minsk. Von dort fließt sie anfangs in westlicher Richtung nach Hrodna. Danach wendet sie sich in überwiegend nördlicher Richtung nach Litauen, wobei sie den Baltischen Landrücken durchbricht und dann ab Kaunas wieder westlich fließt. Direkt vor Kaunas wird sie für ein Wasserkraftwerk zum Kaunasser Stausee aufgestaut. Die Altstadt von Kaunas liegt an der Mündung des größten Nebenflusses Neris. Kurz nach Jurbarkas wird die Memel ab Smalininkai zum Grenzfluss zwischen Litauen und dem Kaliningrader Gebiet. Das Memel-Becken hat eine Größe von 97.928 km².
Die Memel bildet ein Mündungsdelta aus. Nachdem bereits bei Sowjetsk/Tilsit südwestlich ein Mündungsarm (Matrossowka, dt. Gilge, prußisch gilus, gilin, gillis (tief), litauisch Gilgė oder Gilija) abzweigt, markiert der Hauptstrom – ab diesem Punkt im Deutschen Ruß genannt – bis Rusnė den weiteren Grenzverlauf, wo er sich dann erneut mehrfach aufzweigt und das eigentliche, heute als Schutzgebiet ausgewiesene Memeldelta beginnt. Die Atmata (dt. Atmath, prußisch at, von, aus, her, prußisch mat schwenken), der nördlichste Mündungsarm gilt als Hauptstrom und offizielle Wasserstraße, der südlichste Arm, die Skirvytė (dt. Skirwieth oder Skirwiet, prußisch skirti teilen, trennen, scheiden, absondern, kennzeichnen, prußisch wistit, wirbeln) bildet den weiteren Grenzverlauf. Alle Arme münden in das zur Ostsee gehörende Kurische Haff.
An einer Landzunge gegenüber der Mündung der Atmata, auf dem Ventės Ragas, liegt Litauens bedeutendste Vogelwarte.

## Hydrologie
Aus der Memel ergießt sich eine durchschnittliche Wassermenge von 20 km³ pro Jahr in das Kurische Haff – davon circa 41–45 % im Frühjahr, 15–18 % im Sommer, 19–22 % im Herbst und 17–21 % im Winter. Die Fließgeschwindigkeit beträgt 1 m/s, bei Hochwasser bis zu 1,5–1,8 m/s. Pro Jahr trägt die Memel mit schätzungsweise 41 Tonnen Mikroplastik zu dem Plastikmüll in den Ozeanen bei.

### Vereisung
Im Dezember friert die Memel regelmäßig zu. Dabei wächst die Eisdecke auf 40–70 cm an, bevor sie zwischen Ende Januar und März wieder aufbricht. Aufgrund starker Flusswindungen und eines uneinheitlichen Gefälles bildet sich regelmäßig Eisstau, der oft zum Auslöser großer Überschwemmungen werden kann.

### Frühjahrshochwasser
Der Beginn des Frühjahrshochwassers fällt statistisch auf den 19. März, erreicht nach sechs bis neun Tagen seinen Höchststand und dauert 16 Tage – allerdings ist die Schwankungsbreite hoch; das längste bekannte Hochwasser dauerte 51 Tage. Im Mündungsgebiet der Memel kann die Hochwassersituation durch Rückstau aufgrund der später aufbrechenden Vereisung des Haffs und evtl. infolge ungünstiger Winde zusätzlich verschärft werden, so dass auch noch in heutiger Zeit vor allem im Unterlauf und im Memeldelta regelmäßige, teilweise verheerende Hochwässer auftreten.
Dabei ist das Memeldelta durch seine Insellage oftmals von der Außenwelt isoliert – dies vor allem auch, da das aufgebrochene, nun treibende Eis auch eine Verbindung per Boot behindert. Der Zustand, bei dem der Weg übers Eis nicht mehr, der übers Wasser aber noch nicht möglich ist, ist so geläufig, dass für ihn ein eigener Name existiert: der Schaktarp.

## Schifffahrt

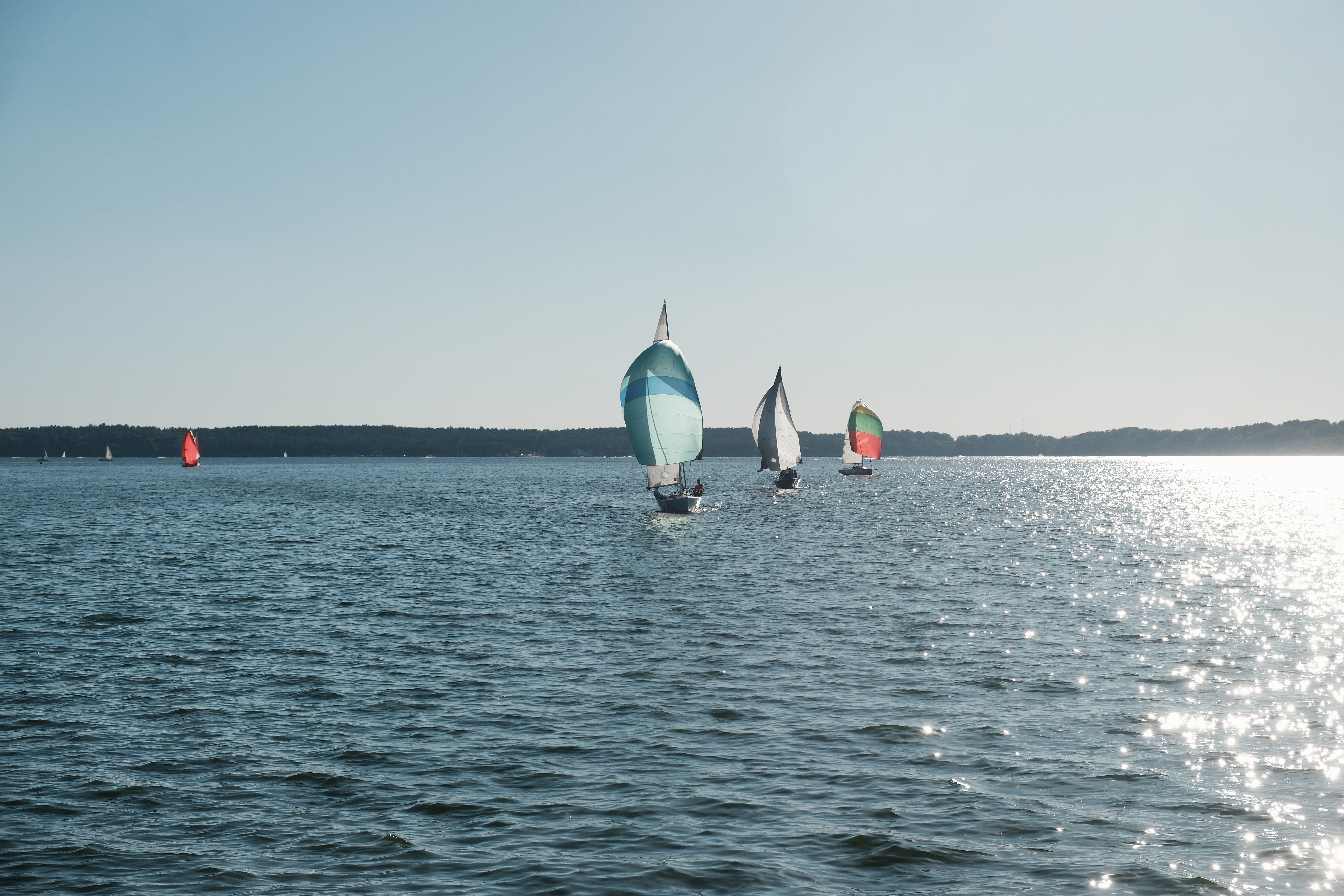
Segelschiffe nahe Kaunas

Die Memel wird, obwohl ein großer, zumindest bis Kaunas relativ problemlos schiffbarer Strom, kaum noch als Wasserstraße genutzt. Zumindest Güterverkehr findet nicht in relevantem Ausmaß statt; allenfalls der Verkehr mit Sport- und Ausflugsbooten. Eine durchgängige Befahrung über Kaunas hinaus ist seit dem Bau der Staumauer des Kaunasser Stausees nicht mehr möglich.
Insgesamt 291 km Binnenwasserstraße entlang des Flusses Memel von Kaunas bis zur Mündung in das Kurische Haff  und bis Klaipėda wurden auf Beschluss der UNECE in das paneuropäische Kernnetz der Binnenwasserstraßen als E41 aufgenommen.
Der Fluss wurde in früherer Zeit nicht konsequent zur Wasserstraße ausgebaut, obwohl es bereits 1350 sowie erneut 1553 erste Anläufe gab, die Fahrrinne von Steinen zu säubern. An zahlreichen Stellen befinden sich bis heute gefährliche Untiefen. Vor allem auch die aufkommende Konkurrenz durch die Eisenbahn ließ seine Bedeutung als Transportweg schwinden. Heute genügt er nicht den Anforderungen einer modernen Güterschifffahrt. So wird der Hafen Kalnėnai nicht mehr genutzt.
Früher fand auf der Memel jedoch ein regerer Gütertransport statt; erste schriftliche Nachweise gehen bis in das 13. Jahrhundert zurück. Von der einstmaligen Bedeutung zeugen bis heute Kanalbauprojekte, über die Verbindungen zu anderen Flusssystemen bestanden. Bereits 1765/68 verband man mit Bau des Oginski-Kanals die Flussläufe von Memel und Dnepr, 1839 wurde mit dem Augustów-Kanal eine Verbindung zu Biebrza bzw. Weichsel hergestellt. Weiterhin sind der König-Wilhelm-Kanal sowie das Friedrichsgraben-System zu nennen (welches über den Mündungsarm Gilge und den Pregel eine Verbindung zum Frischen Haff eröffnete).
Bedeutend war neben dem Transport von landwirtschaftlichen Erzeugnissen aber vor allem die Flößerei. Das am Oberlauf in ausgedehnten Waldgebieten eingeschlagene Holz wurde als Brenn- und vor allem als Nutzholz bis zur Mündung transportiert, dort teilweise vorverarbeitet und über die damaligen Zentren Königsberg und Memel/Klaipėda weiter verteilt – vom dortigen Holzhafen auf dem Seeweg über die Ostsee teilweise sogar bis nach England verschifft. Ein bedeutender Umschlagplatz des Holzhandels war Rusnė/Ruß im Memeldelta. Nach dem Ersten Weltkrieg kam der Holzhandel praktisch zum Erliegen.

## Wichtige Städte
An der Memel liegen u. a. diese Städte:
- Hrodna (Grodno)
- Druskininkai (Druscheniken)
- Alytus (Alitten)
- Prienai (Prenn)
- Kaunas (Kauen)
- Jurbarkas (Georgenburg)
- Tilsit (Sowjetsk)

An der Mündung des Kurischen Haffs, durch das die Memel letztendlich in die Ostsee fließt, liegt außerdem die Stadt Klaipėda, die zu der Zeit deutscher Herrschaft selbst den Namen Memel trug.

## Deutschlandlied
Die Memel wird in der ersten Strophe des Deutschlandliedes (August Heinrich Hoffmann von Fallersleben, 1841) als ungefähre deutsche Grenze erwähnt:
 Von der Maas bis an die Memel,

 von der Etsch bis an den Belt.
Tatsächlich verlief die Grenze zwischen Ostpreußen und dem zu Russland gehörenden Litauen wenige 10 km nördlich der Memel, und das stabil seit über 400 Jahren (Vertrag von Melnosee, 1422). Durch den Friedensvertrag von Versailles wurde die Memel ab 1920 tatsächlich zur Grenze, da die Gebiete rechts des Flusses abgetrennt und unter ein Mandat des Völkerbunds gestellt wurden (siehe Memelland). Diese Grenzziehung spiegelt sich seit 1945 in der Grenze zwischen Litauen und dem Kaliningrader Gebiet wider.
Eine weitere Erwähnung fand die Memel im Volkslied Zogen einst fünf wilde Schwäne (Worte übertragen von Karl Plenzat, Weise traditionell):
 Wuchsen einst fünf junge Mädchen, schlank und schön am Memelstrand.

## Geschichte
Im Juli 1807 wurde zwischen Kaiser Napoleon I., Zar Alexander I. und König Friedrich Wilhelm III. auf einem Floß auf der Memel der Frieden von Tilsit geschlossen.
Im Friedensvertrag von Versailles wurde die Memel zusammen mit Donau, Elbe und Oder zum internationalen Fluss erklärt. D. h., dass alle Menschen und Güter auf dem Fluss gleichbehandelt werden mussten ohne Rücksicht auf die Staatsangehörigkeit oder die Flagge des Schiffes.

## Trivia
Der in der Nähe von Grodno (heute Belarus) geborene polnische Rock- und Elektronik-Musiker Czesław Niemen (Geburtsname: Czesław Wydrzycki) wählte den polnischen Namen des Flusses als Künstlernamen.